# Leif Cronholm
Leif Algot Cronholm, född 10 september 1932, död 21 januari 2024 i Nylöse distrikt, var en svensk bankkamrer och fotbollsledare.
Cronholm spelade på 1950-talet med Gais Handboll. Han var sedan aktiv i Gais styrelse från 1970 till 1981, åren 1972–1977 som vice ordförande. Han var även lagledare för klubbens A-lag 1971 (tränare Holger Hansson), 1974–1976 (tränare Vilmos Varszegi) och 1979 (tränare Lars Hedén).
Senare engagerade han sig i Utbynäs SK, både i styrelsen och som tränare.
Leif Cronholm är gravsatt på Östra kyrkogården i Göteborg.